# Nexus 5
El Nexus 5 es un teléfono inteligente de gama alta desarrollado por Google en colaboración con LG. Es la quinta generación de la gama Nexus. Posee una cámara de 8 MP con estabilización óptica de imagen (OIS) y un panel IPS LCD capacitivo. Salió al mercado el 31 de octubre de 2013, con la versión de Android 4.4 Kit Kat.
El Nexus 5 está basado en el LG G2, con un procesador Qualcomm Snapdragon™ 800 a 2,3GHz y una pantalla de 4,95 pulgadas con resolución Full HD. Fue también el primer dispositivo Android en correr la versión Android 4.4 Kit Kat.

## Especificaciones

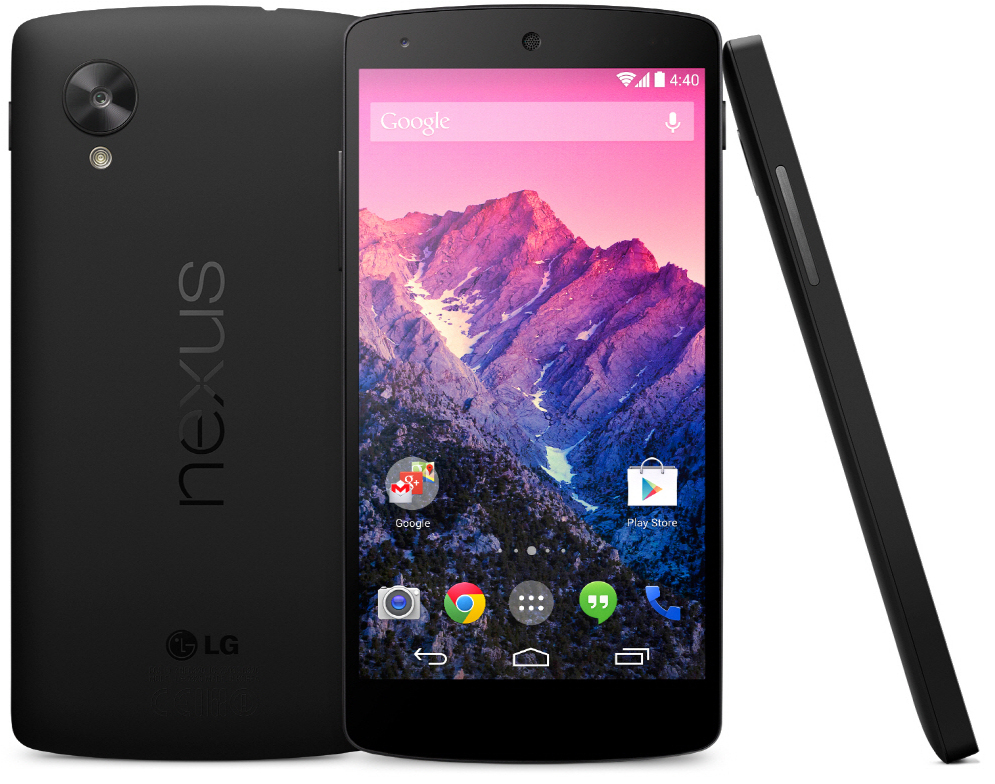
Parte frontal, trasera.

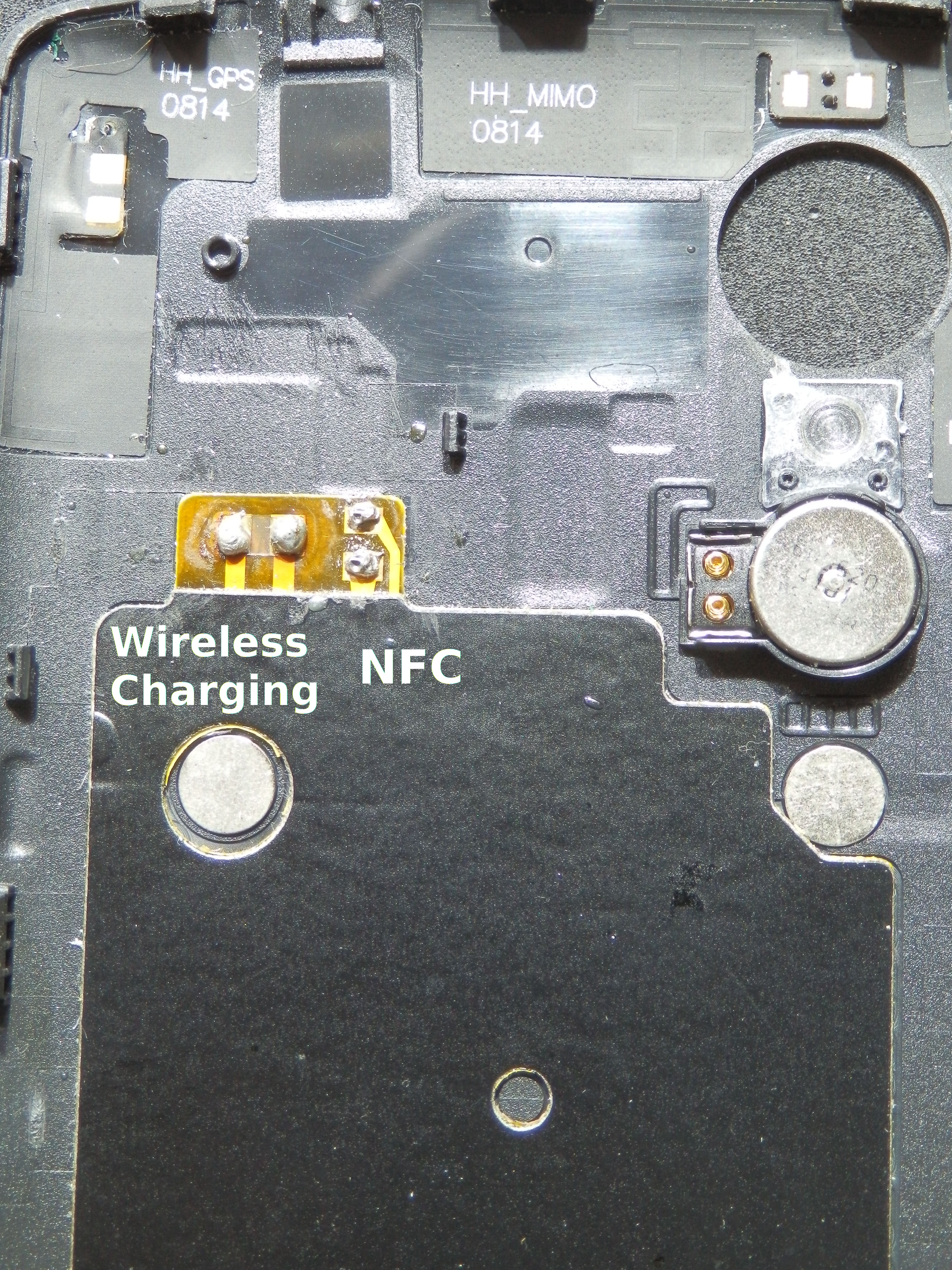
Conectores de la carga inalámbrica y el NFC en un LG Nexus 5.

- Construcción en policarbonato similar al del Nexus 7 en colores negro, blanco y rojo.
- Panel capacitivo True IPS de 4.95 pulgadas y resolución Full HD (445 píxeles por pulgada).
- Protección Corning Gorilla Glass 3.
- Procesador de cuatro núcleos Qualcomm Snapdragon 800 a 2.26 GHz.
- 2 GB de memoria MemoriaRAM.
- 16 o 32 GB de almacenamiento interno (posibilidad de expansión por MicroSD.
- Unidad gráfica (GPU) Android 330 de 450 MHz.
- Cámara trasera de 8 MP con autofoco, flash LED y estabilización óptica de imagen (idS); frontal de 1,3 MP.
- Sensores de proximidad e iluminación ambiental, presión, brújula, GPS, acelerómetro, giroscopio.
- Batería de polímero de litio de 2300 mAh.
- Recarga inalámbrica por inducción con el sistema ui.
- NFC.

## Software
El Nexus 5 fue el primer aparato Android lanzado con la versión Android 4.4 KitKat,
En noviembre de 2015 el Nexus 5 recibió la actualización Android 6.0 Marshmallow. La versión Android 6.0.1,  es la versión más alta soportada por el aparato de manera oficial por Google, sin embargo se puede llegar a * Android 13 e incluso Android 14 utilizando ROMs no oficiales.

## Precio
El precio del teléfono era para Europa de 349€, en su versión de 16 GB, más elevado que para Estados Unidos, donde el precio, en la tienda oficial de Google, era de 349$, (a los que hay que sumar los impuestos, que varían por cada Estado) lo que significa que en Europa era aproximadamente un doce por ciento más caro. La versión de 32 GB tenía un precio de 399€ (408€ con gastos de envío).

| Predecesor: Nexus 4 | Gama Nexus (Teléfonos inteligentes) 2013 | Sucesor: Nexus 6 |